# 준타원형 미분 연산자
편미분 방정식 이론에서, 준타원형 미분 연산자(準楕圓型微分演算子, 영어: hypoelliptic differential operator)는 매끄러운 함수의 원상이 매끄러운 함수인 미분 연산자이다. 매끄러운 계수의 모든 타원형 미분 연산자는 준타원형이지만, 타원형이 아닌 준타원형 미분 연산자가 존재한다.

## 정의
다음이 주어졌다고 하자.
- 매끄러운 다양체 {\displaystyle U}
- 매끄러운 벡터 다발 {\displaystyle E\twoheadrightarrow U}
- 미분 연산자 {\displaystyle D\colon {\mathcal {C}}^{\infty }(U,E)\to {\mathcal {C}}^{\infty }(U,E)}

만약 임의의
- 열린집합 {\displaystyle V\subseteq U}
- 분포 {\displaystyle u\in {\mathcal {D}}(V,E)}

에 대하여,
{\displaystyle Du\in {\mathcal {C}}^{\infty }(V,E)\implies u\in {\mathcal {C}}^{\infty }(V,E)}
이라면, {\displaystyle D}를 준타원형 미분 연산자라고 한다.

## 성질
{\displaystyle {\mathcal {C}}^{\infty }} 계수의 모든 타원형 미분 연산자는 준타원형 미분 연산자이다. 특히, 리만 다양체 위의 라플라스 연산자는 매끄러운 계수의 타원형 미분 연산자이므로 준타원형 미분 연산자이다.

## 예
매끄러운 다양체
{\displaystyle U=\mathbb {R} \times \mathbb {R} ^{n}=\{(t,x^{1},x^{2},\dotsc ,x^{n})\colon t,x^{1},x^{2},\dotsc ,x^{n}\in \mathbb {R} \}}
위의 열방정식 미분 연산자
{\displaystyle D={\frac {\partial }{\partial t}}-\sum _{i=1}^{n}{\frac {\partial ^{2}}{(\partial x^{i})^{2}}}}
는 준타원형 미분 연산자이지만, 타원형 미분 연산자가 아니다. (주표상이 {\displaystyle \operatorname {diag} (0,-1,-1,\dotsc ,-1)}이므로, 음의 정부호가 아니다.)
반면, 같은 매끄러운 다양체 위의 파동 방정식 미분 연산자
{\displaystyle \square ^{2}={\frac {\partial ^{2}}{\partial t^{2}}}-\sum _{i=1}^{n}{\frac {\partial ^{2}}{(\partial x^{i})^{2}}}}
는 타원형 미분 연산자도, 준타원형 미분 연산자도 아니다.

## 참고 문헌
- “What is … hypoellipticity?”. 《Notices of the American Mathematical Society》 (영어) 65 (4): 418–419. 2018년 4월. doi:10.1090/noti1670.
- Street, Brian (2018년 4월). “What else about … hypoellipticity?”. 《Notices of the American Mathematical Society》 (영어) 65 (4): 418–419. doi:10.1090/noti1664.